# The Squall
The Squall è un film del 1929 diretto da Alexander Korda. Per la sincronizzazione venne usato il Western Electric disc system con la colonna sonora di Leo Forbstein. Fu il primo film sonoro sia per il regista che per Alice Joyce.
Il soggetto è tratto da un lavoro teatrale di successo, The Squall, scritto da Jean Bart, che venne presentato a Broadway con la regia di Lionel Atwill l'11 novembre 1926, restando in cartellone per un totale di 444 repliche.

## Produzione
Il film fu prodotto dalla First National Pictures (con il nome a First National-Vitaphone Picture) (controlled by Warner Bros. Pictures Inc.)

## Distribuzione
Distribuito dalla Warner Bros. Pictures, il film - presentato da Richard A. Rowland - uscì nelle sale cinematografiche statunitensi nel maggio 1929, dopo una prima tenuta a New York il 9 maggio 1929.
Copie della pellicola sono conservate negli archivi della George Eastman House, della Library of Congress (35 mm.), dell'University of Wisconsin (16 mm). Il film si trova inserito nel catalogo Turner Classic Movies.